# لاتالیتسه
لاتالیتسه (به لاتین: Latalice) یک روستا در لهستان است که در گمینا پوبیجسکا واقع شده‌است.